# Đá An Nhơn
Đá An Nhơn hoặc có nơi gọi là bãi An Nhơn với tên cũ là cồn san hô Lan Can (tiếng Anh: Lankiam Cay hay Lan-keeam, bắt nguồn từ cách gọi của ngư dân Hải Nam; tiếng Filipino: Panata; tiếng Trung: 杨信沙洲; bính âm: Yángxìn shāzhōu, Hán-Việt: Dương Tín sa châu) là một rạn san hô - trên đó có một cồn cát nhỏ tọa lạc - thuộc cụm Loại Ta của quần đảo Trường Sa. Đá này nằm cách đảo chính Loại Ta 6,8 hải lý (12,6 km) về phía đông đông bắc.
Đá An Nhơn là đối tượng tranh chấp giữa Việt Nam, Đài Loan, Philippines và Trung Quốc.

## Đặc điểm
Đặc điểm: rạn san hô An Nhơn có đường kính khoảng 0,75 hải lý (1,4 km) và diện tích vào khoảng 60 hecta. Ở khoảng giữa rạn này có một cồn cát nhỏ.

## Lịch sử
Philippines được cho là đổ bộ lên đảo Panata (tức đá An Nhơn) từ năm 1978. Năm 1982, Bộ Tài nguyên Thiên nhiên Philippines thành lập một khu bảo tồn rùa biển tại đây. Binh lính nước này từng nuôi năm con cá mập cùng một lúc trong vụng nước của bãi đá san hô này.
Tuy nhiên trên thực tế không có tiền đồn nào của quân đội nước này trên đá An Nhơn. Còn tiền đồn gọi là đảo Panata hiện đang nằm trên đảo Loại Ta Tây.
Theo bản tin của Bloomberg ngày 21 tháng 12 năm 2022, Trung Quốc bị cáo buộc là đang cải tạo đá An Nhơn, Én Đất, Ba Đầu và đá Tri Lễ.

## Hình ảnh
| đá An Nhơn Bắc đá An Nhơn đá An Nhơn Nam đá Sa Huỳnh đảo Loại Ta đảo Loại Ta Tây bãi Loại Ta Nam đá An Lão bãi Đường đảo Bến Lạc đá Cá Nhám đá Tân Châu Vị trí của đá An Nhơn và các thực thể của Cụm Loại Ta (nguồn ảnh: NASA). |